# Mariano Unzué
Mariano Unzué es una localidad del partido de Bolívar, Provincia de Buenos Aires, Argentina.

## Ubicación
Este pequeño pueblo se encuentra a 10 km de San Carlos de Bolívar.

## Población
Durante el censo nacional del INDEC de 2010 fue considerada como población rural dispersa. Contaba con 28 habitantes (Indec, 2001) en el censo anterior.

## Historia
Este pequeño pueblo nace en 1898 alrededor de la estación ferroviaria. 
Su nombre se debe a Mariano Cecilio Unzué quien fue dueño de la estancia San Carlos que poseía 16 mil hectáreas, de las cuales donó parte de sus tierras para construir la estación.

## Actualidad
Este poblado cuenta con una unidad sanitaria, una escuela primaria y un jardín de infantes.
Entre los atractivos se pueden mencionar a una pintoresca capilla, la estación de trenes de estilo inglés y las antiguas viviendas que reflejan una época de esplendor que vivió el pueblo.